# Heinkel He 63
O Heinkel He 63 foi uma aeronave de treino construída na Alemanha no início dos anos 30. Desenvolvido pela Heinkel, não chegou a entrar em produção.